# Mark Polansky
Mark Lewis "Roman" Polansky (Paterson, 2 de junho de 1956) é um astronauta dos Estados Unidos.
Formado em engenharia aeronáutica e astronáutica em 1974 em Nova Jérsei, entrou para a Força Aérea em 1978 e recebeu suas asas de piloto em 1980. Entre este ano e 1983 esteve baseado em Langley, Virgínia, onde voou em jatos F-15 e F-5E, servindo depois nas Filipinas e no estado de Nevada, onde foi selecionado para a Escola de Piloto de Teste da Força Aérea dos Estados Unidos na Base Aérea Edwards na Califórnia. Deixou a força aérea após mais de cinco mil horas de voo em diferentes aeronaves para seguir carreira na NASA, onde ingressou em agosto de 1992 como piloto de pesquisas e engenheiro pesquisador.
Após quatro anos de trabalho na Agência, inclusive como professor de sistemas de aterrissagem do ônibus espacial para futuros astronautas, ele foi selecionado para treinamento em 1996 e após os dois anos regulares de treinamento foi designado para a equipe de astronautas de apoio em Cabo Canaveral, prestando assistências aos pousos e decolagens das missões dos ônibus espaciais.
Em 2001 foi ao espaço na missão STS-98 Atlantis como piloto, que anexou à ISS o laboratório Destiny, acumulando 309 horas no espaço durante uma estadia de doze dias. No retorno, trabalhou como CAPCOM (controlador de voo espacial) em Cabo Canaveral durante o ano de 2002.
Polansky fez sua segunda viagem à órbita em dezembro de 2006, no comando da nave Discovery, na missão STS-116, que continuou a transportar material para a construção da Estação Espacial Internacional. 
Sua terceira viagem foi no comando da missão STS-127 Endeavour, lançada de Cabo Canaveral em 15 de julho de 2009, uma missão de dezesseis dias em órbita, que instalou na ISS a última seção do módulo japonês de experiências Kibo. 